# 2007年世界房車錦標賽德國站
2007年世界房車錦標賽德國站是2007年度世界房車錦標賽的第八站賽事，正式比賽在2007年8月26日於德國奧舍斯萊本賽道上舉行。這是歷來第三次在德國舉行賽事。第一回合由西亞車隊的伊雲·梅拿勝出，第二回合由寶馬車隊的法夫斯勝出。